# 1624 год в науке
В 1624 году произошли различные научные и технологические события, некоторые из которых представлены ниже.

## События
- Июль или август — португальский путешественник-миссионер Антонью ди Андради стал первым европейцем, достигшим Тибета; он оставил два ценных отчёта о своих путешествиях, вызвавшие огромный интерес в Европе. См. История европейского исследования Тибета.
- Французский парламент принял указ, запрещавший критику взглядов Аристотеля под страхом смертной казни[1].

## Публикации
- Немецкий астроном Якоб Барч, помощник и зять Иоганна Кеплера, опубликовал новый звёздный атлас «Usus astronomicus planisphaerii stellati», из которого в современную астрономию вошли созвездия Единорога и  Жирафа (у Берча оно называется Верблюд). Ещё четыре предложенных Берчем созвездия (Петух, Муха, Иордан и Тигр) были отклонены астрономическим сообществом[2].
- Английский математик Генри Бригс, который после смерти Джона Непера (1617 год) стал, с его благословения, ответственным за развитие мира логарифмов, опубликовал 14-значные логарифмические таблицы «Arithmetica Logarithmica» с десятичными логарифмами. Долгое время в Англии даже называли десятичные логарифмы бригсовыми (у Непера логарифмы были вариацией натуральных)[3].
- Венецианский врач Адриан ван ден Спигель в трактате «De semitertiana libri quatuor» дал первое достаточно полное описание малярии.

## Родились
См. также: Категория:Родившиеся в 1624 году
- 10 сентября — Томас Сиденхем, один из самых знаменитых английских врачей, «отец клинической медицины» (умер в 1689 году).

## Скончались
См. также: Категория:Умершие в 1624 году
- 5 декабря — Каспар Баугин, швейцарский врач и ботаник (род. в 1560 году).
- 26 декабря — Симон Марий, немецкий астроном (род. в 1573 году).